# دمرو (سيدي سالم)
قرية دمرو هي إحدى القرى التابعة لمركز سيدي سالم في محافظة كفر الشيخ في جمهورية مصر العربية. حسب إحصاءات سنة 2006، بلغ إجمالي السكان في دمرو 31026 نسمة، منهم 15822 رجل و15204 امرأة.